# Старая Жанама
Старая Жанама (каз. Ескі Жанама) — село в Алакольском районе Жетысуской области Казахстана. Входит в состав Жанаминского сельского округа. Код КАТО — 193451200.

## Население
В 1999 году население села составляло 115 человек (54 мужчины и 61 женщина). По данным переписи 2009 года, в селе проживало 200 человек (102 мужчины и 98 женщин).